# Winds, Bay Of
Winds, Bay Of är en vik i Antarktis. Den ligger i Östantarktis. Australien gör anspråk på området.